# Taumatawhakatangihangakoauauotamateapokaiwhenuakitanatahu
Taumatawhakatangihangakoauauotamateapokaiwhenuakitanatahu albo Taumatawhakatangihangakoauauotamateaturipukakapikimaungahoronukupokaiwhenuakitanatahu – wzgórze w Nowej Zelandii o wysokości 305 m n.p.m., blisko miasta Porangahau, w południowej części regionu Hawke’s Bay, nad zatoką Southern Hawke.
Nazwa pochodzi z języka maoryskiego i oznacza „szczyt wzgórza, gdzie Tamatea, mężczyzna o wielkich kolanach, zdobywca gór, pożeracz ziemi i podróżnik grał na flecie dla swojej ukochanej”. Pierwsza nazwa ma 57, a druga 85 liter. Obydwie nazwy zostały wpisane do Księgi Rekordów Guinnessa. Jest to jedna z najdłuższych na świecie nazw geograficznych, tak jak w przypadku Llanfairpwllgwyngyllgogerychwyrndrobwllllantysiliogogogoch.